# Fiat 525
La Fiat 525 est une imposante automobile fabriquée par le constructeur italien Fiat entre 1928 et 1931.
Après avoir abandonné le projet, pourtant bien avancé, de la grosse Fiat 530 à 8 cylindres pour tenir compte des conditions économiques du marché, Fiat décida de remplacer la Fiat 512 par cette nouvelle voiture, la Fiat 525.
Équipée d'un nouveau moteur 6 cylindres en ligne de 3 739 cm³ développant 68,5 ch, la 1re version ne fut construite qu'à 511 exemplaires plus une version spéciale pour le Pape, livrée le 20 avril 1929.
La seconde série comprenait 3 modèles : 
- la 525N, disposant d'un châssis raccourci et d'améliorations mécaniques, cette version fut construite à 1.784 exemplaires jusqu'en 1931 dont beaucoup ont été exportées.
- la 525S et la 525SS sont des versions sportives à châssis court et disposant de mécaniques plus puissantes ; la SS disposait d'un moteur développant 89 ch. Plus de 2.100 exemplaires furent construits jusqu'en 1931.

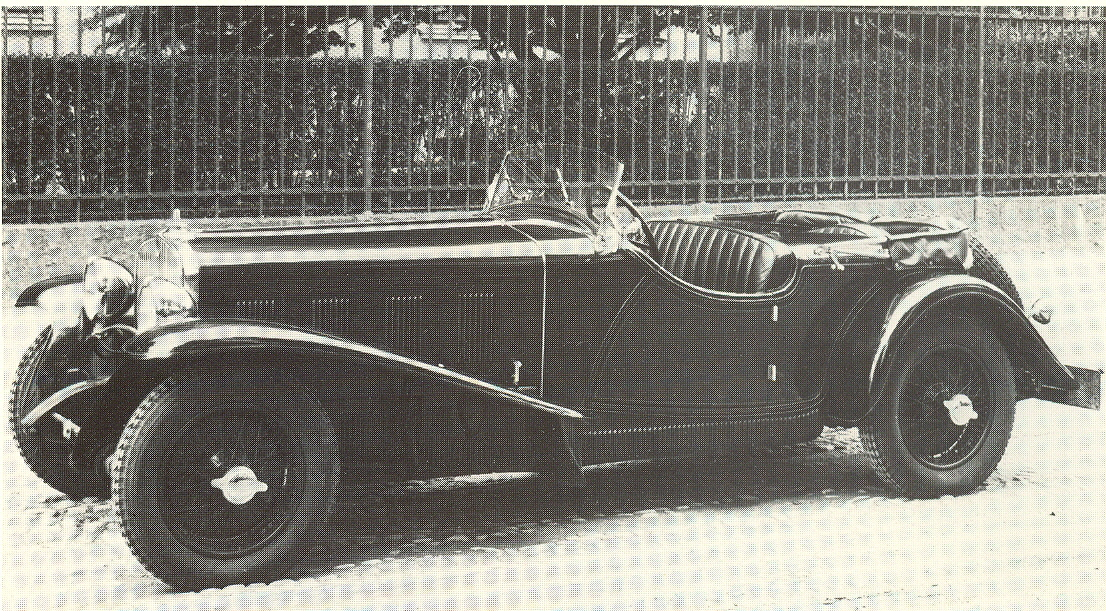
Fiat 525 SS

## Curiosité
Le 21 mars 1929, un exemplaire de la Fiat 525M, avec une carrosserie de type landaunet, a été offerte au Pape Pie XI. Ce sera la première Papamobile de l'histoire. Elle fut livrée dans la cour du Vatican par le pilote italien Felice Nazzaro au cours de la cérémonie de remise en la présence du sénateur Giovanni Agnelli, le fondateur de Fiat.

### Scène culte au cinéma
Dans l'un des meilleurs films de Frederico Fellini I Vitelloni ( littéralement Les grands veaux C.A.D. les oisifs , les glandeurs) qui met en scène une bande de cinq quasi trentenaires immatures vivant aux crochets de leurs familles et faisant les quatre cents coups dans la petite ville balnéaire de Rimini, quatre des cinq compères partent à bord d'une imposante limousine  Fiat 525 bien époumonnée, mais armoriée  d'une couronne ducale, à la portière  pour rechercher la femme d'un d'entre eux , qui, honteusement cocufiée, a fui le domicile conjugal.
En route, ils se paient la tête d'un groupe de cantonniers exprimant par leurs lazzi (et même par un bras d'honneur) leur mépris du labeur quotidien.
Comme par une justice immanente,la Fiat 525 dont le radiateur bout déjà depuis un certain temps cale à moins de cent mètres du chantier dont les ouvriers furieux (et bâtis en force) se précipitent pour laver à coups de poing l'insulte qui vient de leur être faite.